# Сплячий хіт
В індустрії розваг термін сплячий хіт позначає фільм, телесеріал, музичний реліз, відеогру чи інший розважальний продукт, який спершу не привернув значної уваги, але з часом став несподівано популярним. Такий продукт може мати мінімальну рекламу або непомітний запуск, проте поступово здобуває популярність завдяки увазі засобів масової інформації, зокрема соціальних мереж, що підсилює інтерес публіки. Як зазначає Вараєті, «сплячий хіт» можна визначити як шоу, яке несподівано завойовує популярність, поступово стаючи більш успішним, ніж заздалегідь прогнозовані хіти. Сплячий хіт часто не вирізняється зірковими виконавцями або високобюджетним продакшеном, але досягає успіху завдяки таким аспектам, як оригінальність, оповідь чи інноваційний підхід, а також через спонтанність ринкових настроїв. Фільми, що стали сплячими хітами, становлять вигоду для власників кінотеатрів, адже вони отримують більший відсоток від продажу квитків.